# Сунки

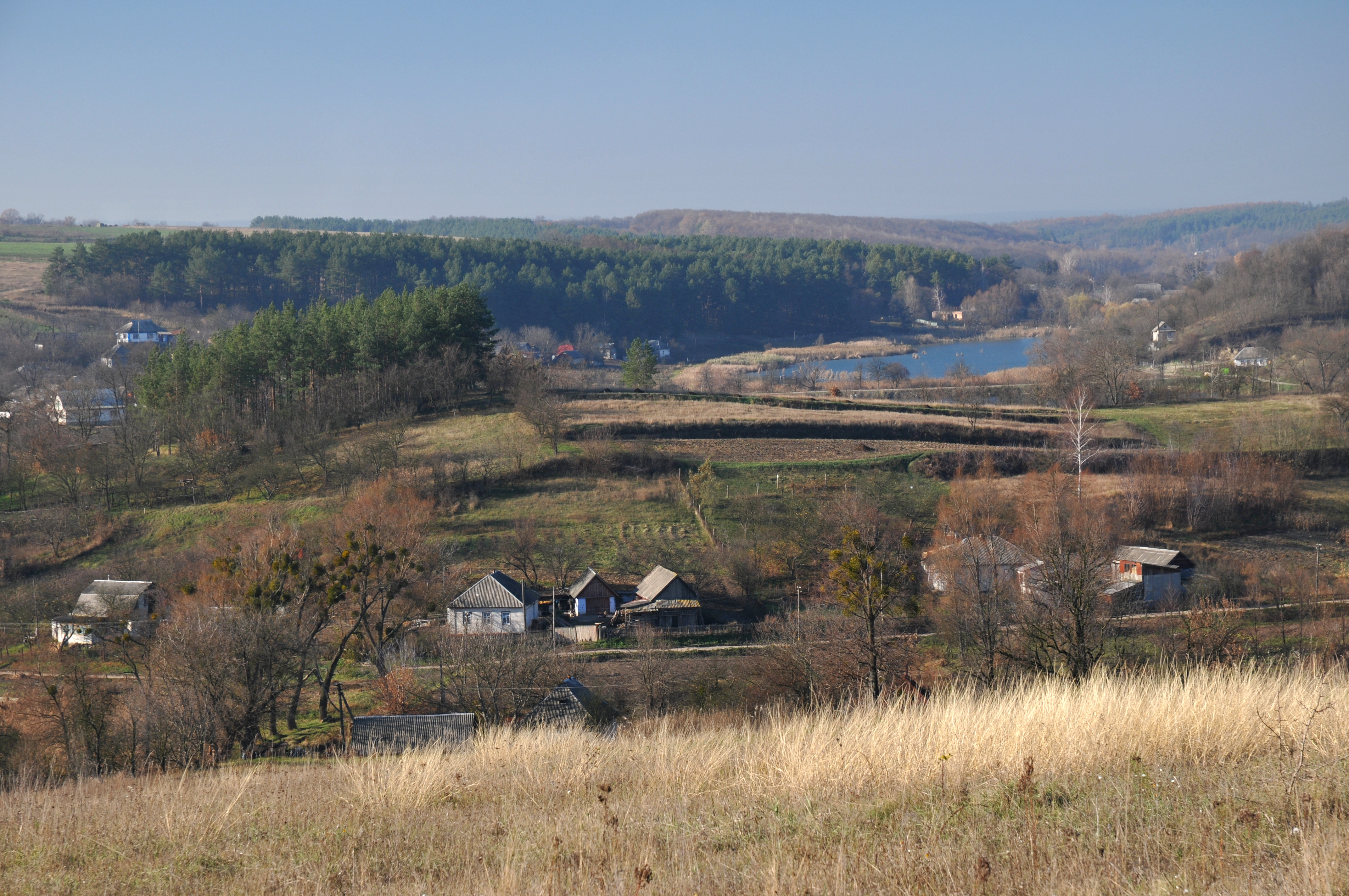
Вид на село

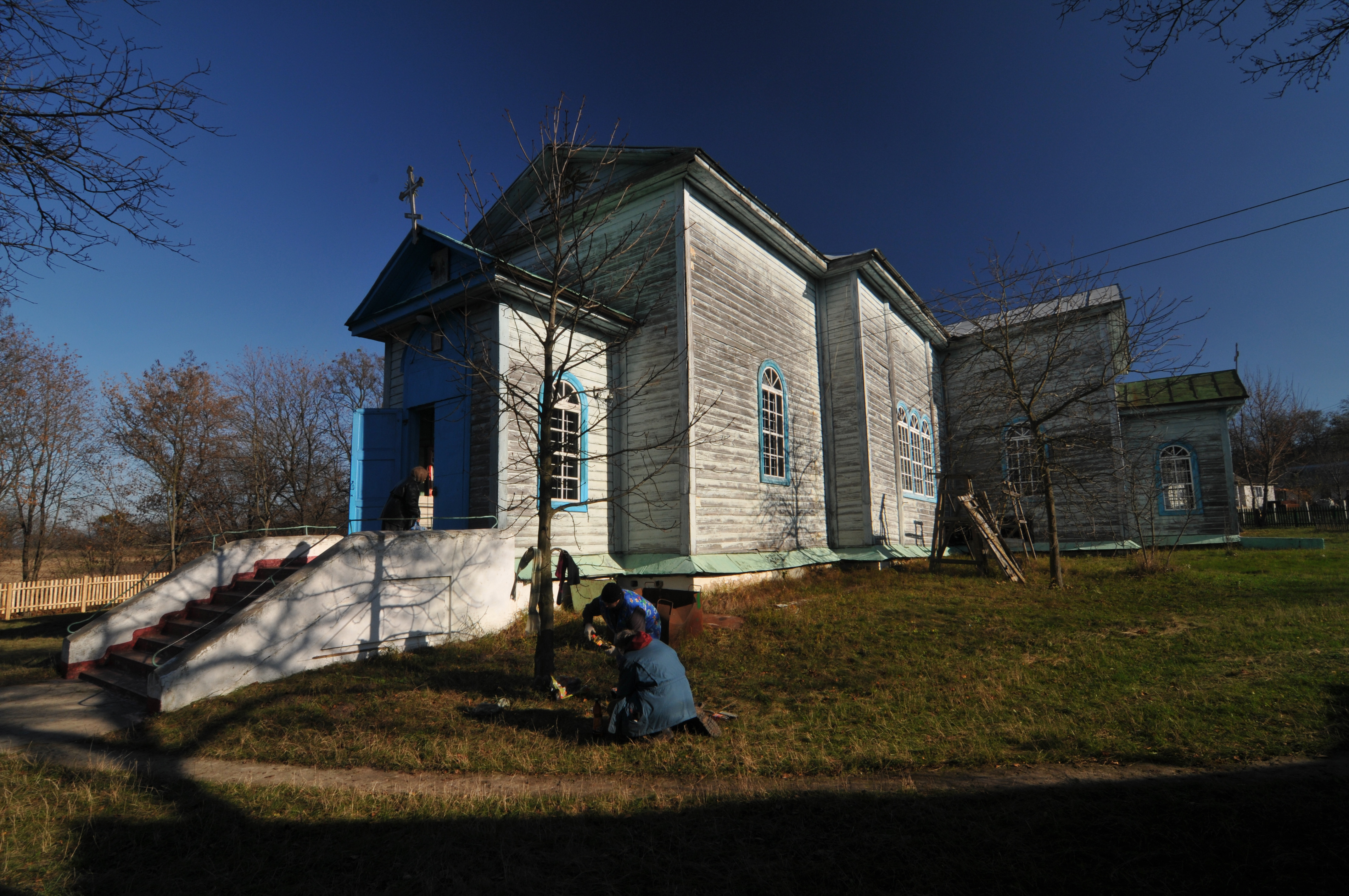
Церковь Святой Троицы

Су́нки (укр. Сунки) — село в Черкасском районе Черкасской области Украины.
Почтовый индекс — 20741. Телефонный код — 4733.

## Население
Население по переписи 2001 года составляло 1328 человек.

### Языковой состав
Родной язык населения по данным переписи 2001 года:
| Язык       | Численность, чел. | Доля     |
| ---------- | ----------------- | -------- |
| Украинский | 1 288             | 96,99 %  |
| Русский    | 37                | 2,79 %   |
| Другое     | 3                 | 0,22 %   |
| Итого      | 1 328             | 100,00 % |

## Местный совет
20741, Черкасская обл., Смелянский р-н, с. Сунки, ул. Ленина, 6